# Russell Ohl
Russell Ohl (Allentown, 30 gennaio 1898 – Vista, 20 marzo 1987) è stato un inventore e fisico statunitense.
Ohl è ricordato per aver brevettato le moderne celle solari, è stato anche un ricercatore nel campo dei semiconduttori, i suoi studi hanno favorito l'invenzione del transistor.
Il campo di ricerca di Ohl era lo studio del comportamento di alcuni tipi di cristalli. Negli anni trenta ha lavorato ai Bell Labs, i laboratori di ricerca della AT&T, studiando i diodi per trasmissioni di segnali ad alta frequenza, un'esigenza in quel periodo in campo telegrafico. Il suo lavoro è stato compreso soltanto da pochi scienziati, uno dei quali era Walter Brattain che dagli studi di Ohl ebbe l'intuizione per la realizzazione, insieme a William Bradford Shockley e John Bardeen, del primo transistor bipolare al germanio nel 1947; per questo, i tre ricercatori ricevettero il premio Nobel per la fisica nel 1956).
Nel 1939 Ohl ha scoperto il funzionamento della giunzione PN.